# Scott Sunderland (ciclista, 1966)
Scott Sunderland (28 de noviembre de 1966) es un exciclista australiano.
Nació en Inverell (Nueva Gales del Sur), donde trabajó dobles turnos en los mataderos para recaudar el dinero necesario para su salto como ciclista a Europa.
Debutó como profesional en 1990. En 1998, durante la disputa de la Amstel Gold Race, fue golpeado por el coche de Cees Priem, director de su exequipo TVM. Se retiró en 2004.
Tras su retirada ha sido director deportivo del CSC de Bjarne Riis y el Sky de Dave Brailsford.

## Palmarés
| 1988 - Giro del Mendrisiotto 1991 - Trofeo Pantalica 1996 - 1 etapa del Tour de Valonia 1998 - Nokere Koerse 1999 - 1 etapa de la Vuelta a Castilla y León - 1 etapa de la Vuelta a Galicia | 2000 - 3.º en el Campeonato de Australia en Ruta 2001 - 1 etapa del Herald Sun Tour - G. P. de Fourmies - Gran Premio Pino Cerami 2002 - 1 etapa de la Vuelta a Austria |

## Equipos
- TVM (1990-1994)
- Lotto (1995-1996)
- Gan (1997)
- Palmans (1998-2000)
- Fakta (2001-2003)
- Alessio-Bianchi (2004)